# James Stewart (Footballspieler)
James Ottis „Little Man“ Stewart III (* 27. Dezember 1971 in Morristown, Tennessee) ist ein ehemaliger US-amerikanischer American-Football-Spieler auf der Position des Runningbacks in der National Football League (NFL).

## Frühe Jahre
Stewart ging in seiner Geburtsstadt, Morristown, auf die Highschool. Später besuchte er die University of Tennessee. Für das Collegefootballtema erzielte er zwischen 1991 und 1994 2.890 Yards und 35 erlaufene Touchdowns.

## NFL

### Jacksonville Jaguars
Stewart wurde im NFL-Draft 1995 in der ersten Runde an 19. Stelle von dem neuen Expansionsteam der Jacksonville Jaguars ausgewählt. In seiner ersten NFL-Saison erlief er 525 Yards und zwei Touchdowns. Eine Saison später waren es bereits 723 Yards und acht Touchdowns.
In seinen fünf Jahren bei den Jaguars erzielte er insgesamt 2.951 Yards und 33 Touchdowns. Er hält den aktuellen Franchise-Rekord für die meisten erzielten Punkte in einem Spiel (30) und die meisten erlaufenen Touchdowns in einem Spiel (5), beide Rekorde stellte er in der Saison 1997 am siebten Spieltag beim 38:21-Sieg gegen die Philadelphia Eagles auf.

### Detroit Lions
Vor der Saison 2000 unterzeichnete Stewart einen Vertrag bei den Detroit Lions. In seinem ersten Jahr für die Lions erzielte er seine Karrierebestmarke in erlaufenen Yards (1.184). Zwei Jahre später erreichte er noch ein weiteres 1000-Yard-Jahr (1.021). Die Saison 2003 verpasste er auf Grund einer Verletzung an der Schulter. Daraufhin beendete er seine Karriere.

## Nach der Karriere
Stewart eröffnete ein Fitnessstudio in Jacksonville, Florida.